# Briesener See
Der Briesener See, niedersorbisch Brjazyński jazor, ist ein 54 Hektar großer Badesee, benannt nach dem gleichnamigen Ortsteil Briesensee der Gemeinde Neu Zauche.

## Lage
Er liegt im Landkreis Dahme-Spreewald in Brandenburg, etwa 8 km östlich von Lübben in den westlichen  Ausläufern der Lieberoser Hochfläche.